# Bailleul (Somme)
Bailleul település Franciaországban, Somme megyében. Lakosainak száma 252 fő (2022. január 1.). Bailleul Bray-lès-Mareuil, Érondelle, Hallencourt, Huchenneville, Liercourt és Limeux községekkel határos.

## Népesség
A település népességének változása:
| Lakosok száma | 278  | 281  | 277  | 266  | 259  | 257  | 253  | 250  | 252  |
|               | 2013 | 2015 | 2016 | 2017 | 2018 | 2019 | 2020 | 2021 | 2022 |